# Velika ledena jama v Paradani
Velika ledena jama v Paradani (tudi Velika ledenica v Paradani) je 650 m globoka in 4090 m dolga jama ledenica v Trnovskem gozdu. Vhod vanjo je na nadmorski višini 1100 m, na dnu velike vrtače na severnem vznožju Golakov.
Led v jami sega do globine 150 m. Iz snega nastaja le tik ob vhodu, sicer pa je posledica zmrzovanja pronicajoče vode. Količina ledu se z leti spreminja, kar gre pripisati različni količini padavin in še bolj spremenjenim okoliščinam kroženja zraka. Pri veliki količini ledu v jami namreč občasno nastane ledeni čep, ki prepreči ohlajanje globljih delov jame. Ko se ledeni čep od spodaj stali, se prične nov cikel.
V ledeni jami v Paradani so ob koncu 19. stoletja izrezovali 10 do 40 kg težke kose ledu, ki so jih v koših nosili na površje in jih ponoči z vozovi vozili v Gorico ali Trst, kjer so led prodajali na ladje za hlajenje in ga z njimi vozili celo na prodajo v Egipt. Med prvo svetovno vojno so tedanje vojaške oblasti ustanovile posebno enoto, ki je ledene jame raziskovala zaradi oskrbe soške fronte z vodo in ledom. Tako je bilo veliko vojaških potreb po ledu zagotovljenih prav iz ledenice v Paradani. 
Pri spuščanju v jamo si v različnih pasovih sledijo alpske rastlinske združbe. Paradana je danes zavarovana kot naravni spomenik, zanjo pa skrbi turistično društvo iz Lokev.